# Rudabányai bányató
A Rudabányai bányató (Rudabányai-tó, ritkábban Rudabányai tengerszem) egy mesterségesen létrejött bányató Magyarországon, a volt rudabányai vasércbánya külszíni fejtésében, Felsőtelekes közigazgatási területén. Magyarország egyik legmélyebb állóvize.

## Fekvése
Borsod-Abaúj-Zemplén vármegyében, Rudabánya várostól északkeletre, Felsőtelekes községtől délre található. A bányató a volt rudabányai vasércbánya külszíni fejtésében a Vilmos és az Andrássy II. bányarész találkozásánál keletkezett. A tó magánterületen helyezkedik el, a város Szuhogy felőli végétől magánúton keresztül közelíthető meg. A tó mellett helyezkedik el a Majomszigetnek elnevezett terület, a Rudapithecus látványtár, Magyarország egyik fontos őslénytani lelőhelye, ahol 1965-ben rátaláltak a több mint 10 millió éves Rudapithecus hungaricus leletre.

## Leírása
A bányató létét a nagyipari, 1880-ban indult vasércbányászatnak köszönheti. 1985. december 31-ével szüntették meg a vasércbányászatot és -dúsítást Rudabányán, 1986-88-ban elvégezték a szükséges felszámolási és rekultivációs munkákat is. A bányatavak azután keletkeztek, hogy megszűnt a kitermelés, ezzel a járatok, külszíni fejtések szivattyúzása is. A bányatavat nem táplálja patak vagy egyéb vízfolyás, vizét környezetének felszínéről történő bemosódásból és javarészt felszínalatti talajvizekből kapja. Ahogy a csapadékvíz feltöltötte az üregeket, létrejött Magyarország egyik legmélyebb tava. Egy korábbi beomlás a tavat két részre osztotta, így elkülöníthető egy sekélyebb rész, amelynek legmélyebb pontja 16-17 méter, illetve egy mélyebb rész, ahol a legmélyebb pont 35-36 méter körül van. A bányató északkeleti oldalán a víz mélysége hirtelen változik, a fejtési szintek a víz alatt is tovább követhetőek.
A tó kékeszöld, türkiz színű vizének szintje csapadékosabb időszakokban évről évre emelkedik, aszályosabb években csökken. A tóban veszélyes és emiatt tilos a fürdés. Mivel a bányatótó vize hideg, tápanyagokban szegény, élővilága is szegényes, nem horgászható. A tó vizének hőmérséklete 15 méter mélység alatt lecsökken 6 °C-ra, azonban ettől a mélységtől lejjebb a külső környezeti tényezők hatása már nem jellemző, a hőmérséklet nem változik. A bányató vizének egyik jellegzetessége a szulfát-ionok nagy arányú jelenléte. A hazai vizeinkben ritkán előforduló ionösszetétel, továbbá a kiugróan nagy sótartalom egyedivé teszi a tó vizét. A szulfát részben a meder kőzeteiből oldódik ki, részben az üledékbe került kénformák (pl. pirit) oxidáciájóval keletkezik.
A vízminőség mérésekből kiderült, hogy a bányató a felső részein a réz és a bárium volt meghatározó szennyező, míg a mélyebb pontjain a vas és a mangán. A bányató iszapja a megengedett határérték felett tartalmaz nehézfémeket, így higanyt, mangánt, báriumot, ólmot, rezet és alumíniumot. Ennek az oka az lehet, hogy a bányató oldalfalán ezek a fémek nagy mennyiséget megtalálhatók, kioldásra kerülnek, viszont a mélyben már nem tudnak oxidálódni, ezért mennyiségük a jövőben is nőni fog.
A 2000-es évektől a tó egyre jelentősebb turisztikai célponttá vált, elsősorban a túrázók, természetfotósok és esküvői fényképészek, filmesek körében. A tó körül tanösvény vezet, az útvonalon kilátók, információs táblák, padok, valamint nagyméretű stég található.

## A tó mélysége
Bár internetes honlapokon, turisztikai oldalakon széles körben elterjedt, hogy a tó Magyarország legmélyebb vizeként közel 60 méter mély, egyes hivatkozás nélküli források 70-75 méteres mélységről is említést tesznek, a tudományos alapozottságú mérések ezt nem igazolták. Több, egymástól független, műszeres hidrológiai méréssorozat is 34-36 méterben határozta meg a tó legmélyebb pontját.

## A tó és környéke játékfilmekben
A tó létrejötte előtti időben készült a Gyémántpiramis (1985, rendezte: Rajnai András) című magyar tudományos fantasztikus tévéfilm. A kopár külszíni fejtés egy idegen, lakatlan bolygó felszínét helyettesíti.
A tó az egyik helyszíne – az olasz postagalamb-állomás – a Szürke senkik (2016, rendezte: Kovács István) című magyar első világháborús filmnek is.